# Георги Павлов (кмет на Стрелча)
Вижте пояснителната страница за други личности с името Георги Павлов.
Георги Кирилов Павлов е български инженер и политик, кмет на Стрелча от 2020 г. Седем години е бил заместник-кмет по стопанските въпроси на община Панагюрище (2011 – 2018).

## Биография
Георги Павлов е роден на 20 февруари 1969 г. в град Панагюрище, Народна република България. Завършва висше образование в МГУ „Св. Иван Рилски“ в София и Строителния факултет на Висшето строително училище „Любен Каравелов“ в София.
В периода от 2011 до 2018 г. е заместник-кмет на община Панагюрище с ресор „Стопански дейности и управление на европейски проекти“. През 2018 г. става управител на дружество с предмет на дейност „Проектиране и строителство“.

### Политическа дейност
На частичните местни избори през 2020 г. е кандидат за кмет на община Стрелча, излъчен като независим. Неговата кандидатура е подкрепен от ГЕРБ, БСП, БЗНС „Александър Стамболийски“, Атака и Земеделски народен съюз. Печели на първи тур с 1342 гласа (или 57,32%), втори след него се нарежда Стойно Чачов от АБВ с 828 гласа (или 35,38%).